# Stephen Kipkoech Kibiwott
Stephen Kipkoech Kibiwott (* 3. April 1980) ist ein kenianischer Langstreckenläufer, der sich auf Straßenläufe spezialisiert hat.

## Laufbahn
2006 gewann er den Prag-Halbmarathon, wurde Zweiter beim Alexander-der-Große-Marathon und siegte beim Turin-Marathon in 2:10:10 h. Im Jahr darauf wurde er Dritter beim Prag-Halbmarathon.
2008 gewann er den Paris-Halbmarathon und erneut den Turin-Marathon in 2:10:13, wurde Zweiter beim Lille-Halbmarathon in 59:44 min, Vierter bei den Halbmarathon-Weltmeisterschaften in Rio de Janeiro und Fünfter beim Florenz-Marathon. 
2009 wurde er Vierter beim Prag-Halbmarathon und Zweiter beim Prag-Marathon mit seiner persönlichen Bestzeit von 2:07:54 h. Auch bei seinem Sieg in Lille verbesserte er seinen persönlichen Rekord auf 59:37 min, und beim JoongAng Seoul Marathon wurde er Dritter in 2:09:24.